# Prefetti del Dipartimento della Senna
Questa è una lista dei prefetti del Dipartimento della Senna dal 1800 al 1967.

## Lista dei Prefetti della Senna
| Inizio mandato    | Fine mandato      | Prefetto della Senna                    |           |  |
| ----------------- | ----------------- | --------------------------------------- | --------- |  |
| 02 marzo 1800     | 23 dicembre 1812  | Nicolas Frochot                         | 1761-1828 |  |
| 23 dicembre 1812  | 20 marzo 1815     | Gaspard de Chabrol                      | 1773-1843 |  |
| 20 marzo 1815     | 03 luglio 1815    | Pierre-Marie Taillepied de Bondy        | 1766-1847 |  |
| 07 luglio 1815    | 30 luglio 1830    | Gaspard de Chabrol                      | 1773-1843 |  |
| 30 luglio 1830    | 30 agosto 1830    | Alexandre de Laborde                    | 1773-1842 |  |
| 30 agosto 1830    | 21 febbraio 1831  | Odilon Barrot                           | 1791-1873 |  |
| 21 febbraio 1831  | 22 giugno 1833    | Pierre-Marie Taillepied de Bondy        | 1766-1847 |  |
| 22 giugno 1833    | 24 febbraio 1848  | Claude-Philibert Barthelot de Rambuteau | 1781-1869 |  |
| 24 febbraio 1848  | 25 ottobre 1848   | Ariste Jacques Trouvé-Chauvel           | 1805-1883 |  |
| 25 ottobre 1848   | 20 dicembre 1848  | Adrien Recurt                           | 1797-1872 |  |
| 20 dicembre 1848  | 22 giugno 1853    | Jean-Jacques Berger                     | 1791-1859 |  |
| 22 giugno 1853    | 05 gennaio 1870   | Georges Eugène Haussmann                | 1809-1891 |  |
| 05 gennaio 1870   | 10 agosto 1870    | Henri Chevreau                          | 1823-1903 |  |
| 10 agosto 1870    | 05 giugno 1871    | Jules Ferry                             | 1832-1893 |  |
| 06 giugno 1871    | 07 dicembre 1872  | Léon Say                                | 1826-1896 |  |
| 09 dicembre 1872  | 28 maggio 1873    | Marc Antoine Calmon                     | 1815-1890 |  |
| 02 giugno 1873    | 28 gennaio 1879   | Ferdinand Duval                         | 1827-1896 |  |
| 28 gennaio 1879   | 01 gennaio 1882   | Ferdinand Hérold                        | 1828-1882 |  |
| 09 gennaio 1882   | 05 novembre 1882  | Charles Floquet                         | 1828-1896 |  |
| 05 novembre 1882  | 20 ottobre 1883   | Louis Oustry                            | 1822-1888 |  |
| 20 ottobre 1883   | 23 maggio 1896    | Eugène Poubelle                         | 1831-1907 |  |
| 01 giugno 1896    | 28 giugno 1911    | Justin Germain Casimir de Selves        | 1848-1934 |  |
| 01 luglio 1911    | 27 aprile 1918    | Marcel Delanney                         | 1863-1944 |  |
| 10 maggio 1918    | 22 ottobre 1922   | Auguste Autrand                         | 1858-1949 |  |
| 01 novembre 1922  | 25 ottobre 1924   | Hippolyte Juillard                      | 1871-1926 |  |
| 25 ottobre 1924   | 25 settembre 1925 | Armand Naudin                           | 1869-1938 |  |
| 25 settembre 1925 | 19 febbraio 1929  | Paul Bouju                              | 1868-1941 |  |
| 05 marzo 1929     | 04 febbraio 1934  | Édouard Renard                          | 1883-1935 |  |
| 05 febbraio 1934  | 13 ottobre 1940   | Achille Villey-Desmeserets              | 1878-1955 |  |
| 04 novembre 1940  | 10 settembre 1942 | Charles Paul Magny                      | 1884-1945 |  |
| 21 settembre 1942 | 19 agosto 1944    | René Bouffet                            | 1896-1945 |  |
| 19 agosto 1944    | 30 agosto 1946    | Marcel Pierre Flouret                   | 1892-1971 |  |
| 17 settembre 1946 | 09 luglio 1950    | Roger Verlomme                          | 1890-1950 |  |
| 10 luglio 1950    | 15 settembre 1950 | Georges Hutin                           | 1899-1978 |  |
| 15 settembre 1950 | 02 settembre 1955 | Paul Haag                               | 1891-1976 |  |
| 06 ottobre 1955   | 02 giugno 1958    | Émile Pelletier                         | 1898-1975 |  |
| 02 giugno 1958    | 11 ottobre 1958   | Richard Pouzet                          | 1904-1971 |  |
| 11 ottobre 1958   | 01 ottobre 1963   | Jean Benedetti                          | 1902-1979 |  |
| 01 ottobre 1963   | 10 agosto 1966    | Raymond Haas-Picard                     | 1906-1971 |  |
| 16 settembre 1966 | 31 dicembre 1967  | Maurice Doublet                         | 1914-2001 |  |